# Kirchgasse 1 (Bad Orb)

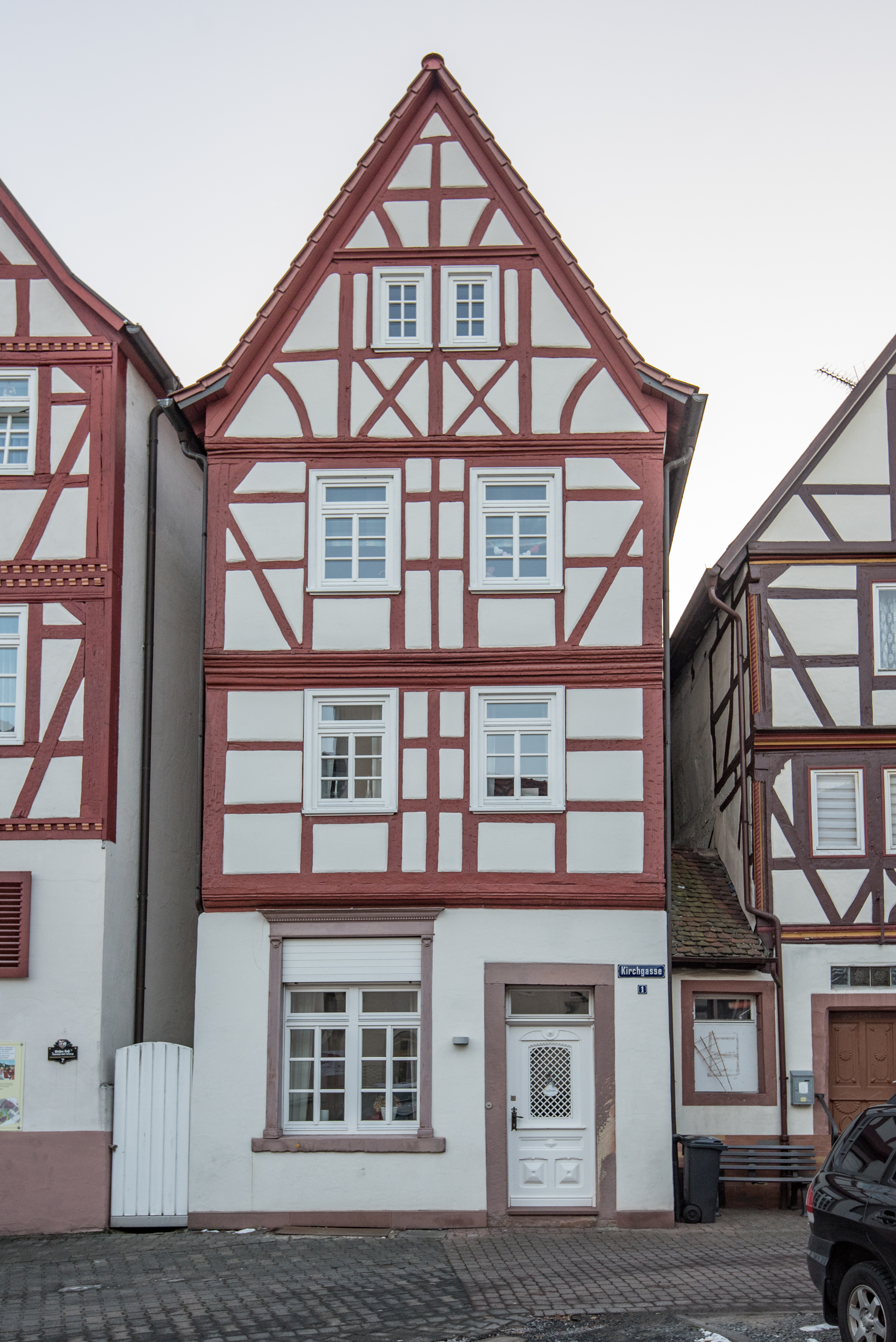
Haus Kirchgasse 1 in Bad Orb

Das Gebäude Kirchgasse 1 in Bad Orb, einer Kurstadt im Main-Kinzig-Kreis in Hessen, wurde um 1700 errichtet. Das Fachwerkhaus ist ein geschütztes Kulturdenkmal.
Das schmale dreigeschossige, giebelständige Wohnhaus mit Satteldach und Aufschiebling besitzt Mannfiguren, Andreaskreuze und gebogene Fußstreben als Schmuckwerk. Im massiven Erdgeschoss wurde um 1900 ein Schaufenster mit neoklassizistischer Rahmung eingebaut.